# 18771 Сисилян
18771 Сисилян (18771 Sisiliang) — астероїд головного поясу, відкритий 10 травня 1999 року.
Тіссеранів параметр щодо Юпітера — 3,500.